# Kamaka taditadi
Kamaka taditadi is een vlokreeftensoort uit de familie van de Kamakidae. De wetenschappelijke naam van de soort is voor het eerst geldig gepubliceerd in 1991 door Thomas & Barnard.
De soort werd ontdekt in het zand aan de kust nabij Madang op Papoea-Nieuw-Guinea. Het was de eerste soort uit het geslacht die in zeewater werd aangetroffen; Kamaka was voordien enkel gekend als een zoetwater- en brakwatergeslacht. De naam taditadi komt uit de Riwo-taal van Nieuw-Guinea en betekent "gevlekt".